# Marines (Dolina Oise)
Marines – miejscowość i gmina we Francji, w regionie Île-de-France, w departamencie Dolina Oise.
Według danych na rok 1990 gminę zamieszkiwało 2495 osób, a gęstość zaludnienia wynosiła 302 osób/km² (wśród 1287 gmin regionu Île-de-France Marines plasuje się na 439. miejscu pod względem liczby ludności, natomiast pod względem powierzchni na miejscu 468.).